# پورتلند (تنسی)
پورتلند(به انگلیسی: Portland) شهری در ایالت تنسی کشور ایالات متحده آمریکا است که جمعیت آن در سرشماری سال ۲۰۱۰ میلادی، ۱۱٬۴۸۰ نفر بوده‌است.